# Yasuyuki Sato
Yasuyuki Sato (Hiroshima, 12 april 1966) is een voormalig Japans voetballer.

## Carrière
Yasuyuki Sato speelde tussen 1985 en 1997 voor Sanfrecce Hiroshima en Oita Trinity.